# ABBYY PDF Transformer+
ABBYY PDF Transformer (с 2013 года — «ABBYY PDF Transformer+») — коммерческое проприетарное ПО для создания и редактирования PDF-файлов и преобразования в редактируемые форматы, делающее акцент на простоте интерфейса и удобстве каждодневного использования.

## История
- Версия 1.0 вышла в 2004 году[6].
- Версия 2.0 вышла в 2006 году[7].
- Версия 3.0 вышла в 2009 году[8].
- Версия «ABBYY PDF Transformer+» вышла в 2013 году[9]. Иногда к названию добавлялся условный номер версия 12.0 (номер согласован с версией ABBYY FineReader 12.0, выпущенной в 2014 году году).

## Основные возможности
- Открытие и просмотр PDF-документов
- Исправление опечаток и внесение изменений в PDF-документы
- Конвертирование PDF-документов в редактируемые форматы
- Объединение PDF-документов, а также создание новых PDF-документов из файлов различных форматов
- Рецензирование и согласование PDF-документов
- Защита PDF-документов и удаление конфиденциальной информации

### Создание PDF из файлов
- DOC, DOCX
- XLS, XLSX
- PPT, PPTX
- VSD, VSDX
- RTF
- TXT
- HTML
- BMP
- JPEG, JPEG 2000
- JBIG2
- PNG
- TIFF
- PDF
- GIF

### Конвертирование PDF в форматы
- DOCX
- XLSX
- PPTX
- RTF
- PDF, PDF/A
- HTML CSV
- TXT
- ODT
- EPUB
- FB2